# Дуфензее (культура)
Дуфензее — археологическая культура эпохи мезолита, существовавшая в период около 7000 — 5800 гг. до н. э. Название культуре дал в 1925 году историк из Гамбурга Густав Швантес по месту раскопок близ болота Дуфензее в Шлезвиг-Гольштейне. Культура существовала на территории современных немецких земель Шлезвиг-Гольштейн, Мекленбург и частично Бранденбург.
К данной культуре относятся древнейшие найденные на территории Германии луки (Фризак, округ Хавелланд, Бранденбург). Кроме того, обнаружено большое количество (несколько сот) костяных наконечников копий в Хоэн-Фихельне и во Фризаке, а также ряд других предметов.
Культура Дуфензее входит в нордический круг мезолитических культур, наряду с такими, как культура Маглемозе, коморницкая культура и др.